# بدو شعب عنق (عمد)

تعديل مصدري - تعديل

بدو شعب عنق هي إحدى قرى  بمديرية عمد التابعة لمحافظة حضرموت، بلغ تعداد سكانها 88 نسمة حسب تعداد اليمن لعام 2004.